# I. Szenuszert
I. Szenuszert (uralkodói nevén Heperkaré, görögösen: Szeszósztrisz, ur.: kb. i. e. 1971 – i. e. 1926) az ókori egyiptomi XII. dinasztia második fáraója, I. Amenemhat és Noferitatenen fia. Luft Ulrich kronológiája szerint i. e. 1958–1914 között uralkodott. 
Főfelesége testvére, III. Noferu volt, akitől utóda, II. Amenemhat született. Apja, a dinasztiaalapító – a XII. dinasztiára jellemző társuralkodás intézményének bevezetője – a 20. uralkodási évében maga mellé emelte a trónra társuralkodónak, hogy idejében elejét vegye a későbbi trónöröklési viszályoknak. Tíz év közös uralkodás után – atyja valószínűleg merénylet áldozatává vált – erős kézzel tartja meg a hatalmat az egyre erősödő vidéki nemességgel szemben. Az uralkodása alatti új nagy építkezések a gazdaság fellendülését, erős szilárd állam jelenlétét mutatják.

## Családi háttere
I. Amenemhat fia; anyja, Noferitatjenen nevét Szenuszert egy szobrocskáján említik. Három lánytestvére – Noferu, Noferuserit, Kait – közül Noferu a felesége is volt egyben, tőle született Ameni nevű fia, aki azonos lehet a későbbi II. Amenemhat fáraóval. Piramiskomplexumában említik négy lányát (Itakait, Noferuszobek, Noferuptah és Nenszed[dzsedet?]), egy, a Sínai-félszigeten emelt szentélyben pedig, ahol felsorolják a királyi család tagjait, Szebat nevű lányát is említik.

## Hadjáratai
A középbirodalmi irodalomban Szinuhe története valószínűsíti, hogy Szenuszert éppen egy Líbia ellen vezetett hadjáraton értesült atyja erőszakos haláláról. A polgárháborús helyzeten felülkerekedve megerősítette hatalmát és a 18. uralkodási évében már egészen a második kataraktáig terjesztette ki Egyiptom Núbia feletti befolyását. Több felirat és sztélé is tanúsítja Beni-Hasszánban és Assziutban a Núbia és az oázisok ellen indított hadjáratait. Az északi szomszédokkal – Szíria, Palesztina – kialakított diplomáciai és kereskedelmi kapcsolatokban is gyakran váltották egymást a békés és háborús korszakok.

## Építkezései

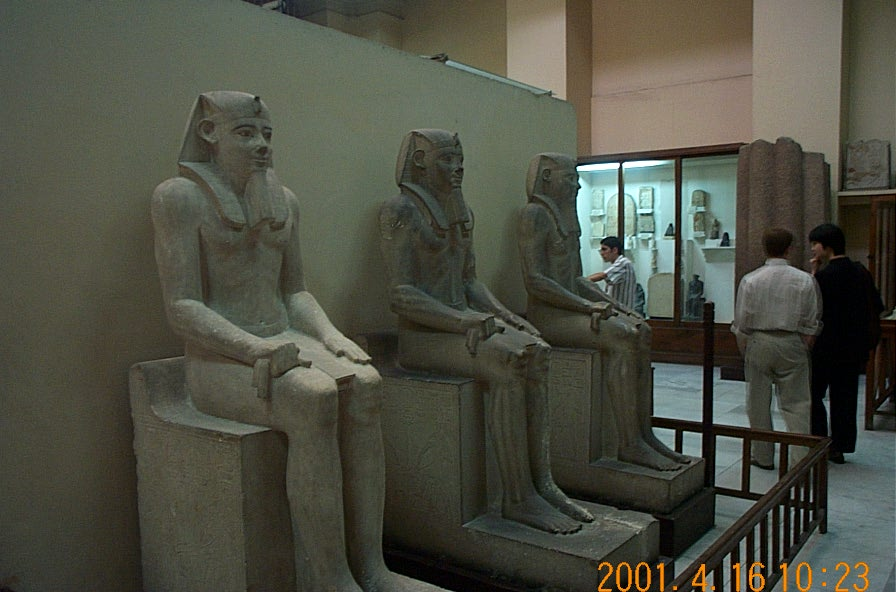
I. Szenuszert ülő szobrai a kairói múzeumban

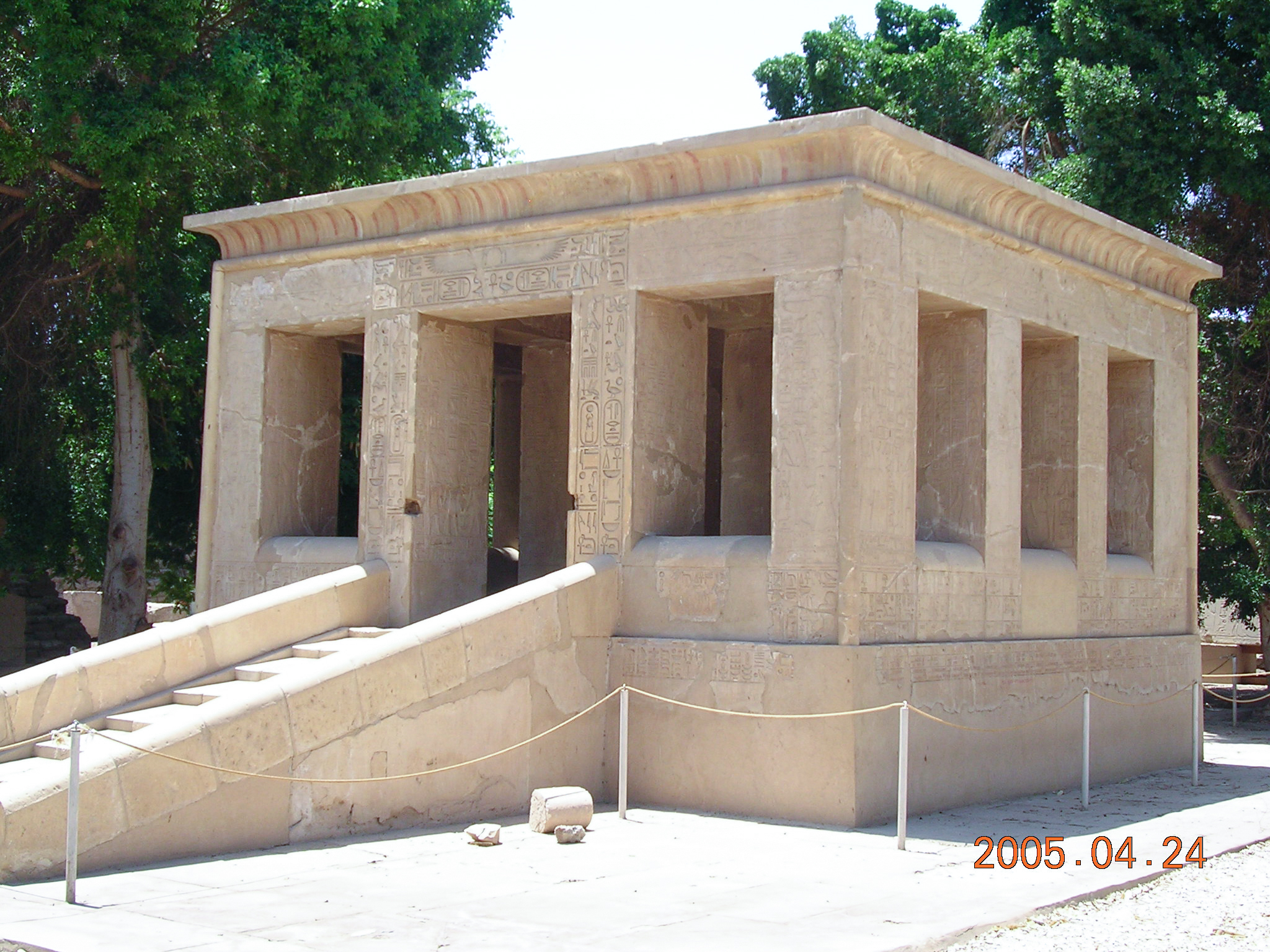
A chapelle blance a karnaki templomban

Alexandriától Asszuánig három tucat eddig feltárt lelőhely bizonyítja nagyszabású építkezéseit. Uralkodásának 3. évében felújíttatta a kultikus héliopoliszi Nap-templomot, 30. évének jubileumára (heb szed) ugyanitt felállíttatott két 20 méteres egyenként 120 tonnás gránit obeliszket, melyek közül az egyik – a legrégebbi máig álló egyiptomi obeliszk – a mai napig látható.
Apjához hasonlóan az új főváros, Itj-taui („a Két Föld meghódítója”) közelében – a mai List mellett – építtette fel piramisát, felújítva ezzel az ó-birodalom piramisépítési hagyományait. Itt a piramiskerületben eltemetve találták meg 1894-ben, a fáraó tíz hibátlan állapotban fennmaradt mészkő ülő szobrát, melyek a kairói Egyiptomi Múzeumban tekinthetők meg. Legismertebb épülete – a karnaki templom egyik pülönjából szétszedett állapotban előkerült és rekonstruált – chapelle blance, amelynek csodálatos reliefjein a király különféle szertartásokon jelenik meg Amon isten színe előtt.

## Sírja
Piramisa felépítésében számos szerkezeti újítást alkalmaztak, az építmény oldalhossza 105 m, eredeti magassága 61 méter körül lehetett. Burkolata a középkori arab kőrablások áldozatává vált, így ma csak egy 23 m magas rom, sírkamrája a magas talajvíz miatt megközelíthetetlen.

## Név, titulatúra
A fáraók titulatúrájának magyarázatát és történetét lásd az Ötelemű titulatúra szócikkben.
| G5 |

| G5 |

| S34 | F31 | G43 | X1 |

| S34 | F31 | G43 | X1 |

| S34 | F31 | G43 | X1 |

| S34 | F31 | G43 | X1 |

| G5 |

| G5 |

| S34 | F31 | G43 | X1 |

| S34 | F31 | G43 | X1 |

| S34 | F31 | G43 | X1 |

| S34 | F31 | G43 | X1 |

| G16 |

| G16 |

| anx | ms | w | t |

| anx | ms | w | t |

| G16 |

| G16 |

| anx | ms | w | t |

| anx | ms | w | t |

| G8 |

| G8 |

| anx | ms | w | t |

| anx | ms | w | t |

| G8 |

| G8 |

| anx | ms | w | t |

| anx | ms | w | t |

| M23 | L2 |

| M23 | L2 |

| N5 | L1 | D28 |

| N5 | L1 | D28 |

| N5 | L1 | D28 |

| N5 | L1 | D28 |

| N5 | L1 | D28 |

| N5 | L1 | D28 |

| N5 | L1 | D28 |

| N5 | L1 | D28 |

| M23 | L2 |

| M23 | L2 |

| N5 | L1 | D28 |

| N5 | L1 | D28 |

| N5 | L1 | D28 |

| N5 | L1 | D28 |

| N5 | L1 | D28 |

| N5 | L1 | D28 |

| N5 | L1 | D28 |

| N5 | L1 | D28 |

| G39 | N5 | \| \| |
|     |    |       |

|  |

| G39 | N5 | \| \| |
|     |    |       |

|  |

| F12 | S29 | D21 · X1 | O34 · n |

| F12 | S29 | D21 · X1 | O34 · n |

| F12 | S29 | D21 · X1 | O34 · n |

| F12 | S29 | D21 · X1 | O34 · n |

| F12 | S29 | D21 · X1 | O34 · n |

| F12 | S29 | D21 · X1 | O34 · n |

| F12 | S29 | D21 · X1 | O34 · n |

| F12 | S29 | D21 · X1 | O34 · n |

| G39 | N5 | \| \| |
|     |    |       |

|  |

| G39 | N5 | \| \| |
|     |    |       |

|  |

| F12 | S29 | D21 · X1 | O34 · n |

| F12 | S29 | D21 · X1 | O34 · n |

| F12 | S29 | D21 · X1 | O34 · n |

| F12 | S29 | D21 · X1 | O34 · n |

| F12 | S29 | D21 · X1 | O34 · n |

| F12 | S29 | D21 · X1 | O34 · n |

| F12 | S29 | D21 · X1 | O34 · n |

| F12 | S29 | D21 · X1 | O34 · n |